# Enrica Beltrame Quattrocchi
Pour les articles homonymes, voir Beltrame et Quattrocchi.
Enrica Beltrame Quattrocchi, née le 6 avril 1914 à Rome, morte le 16 juin 2012 à Rome, est une infirmière, bénévole et enseignante italienne. Elle est déclarée vénérable par le pape en août 2021.

## Biographie

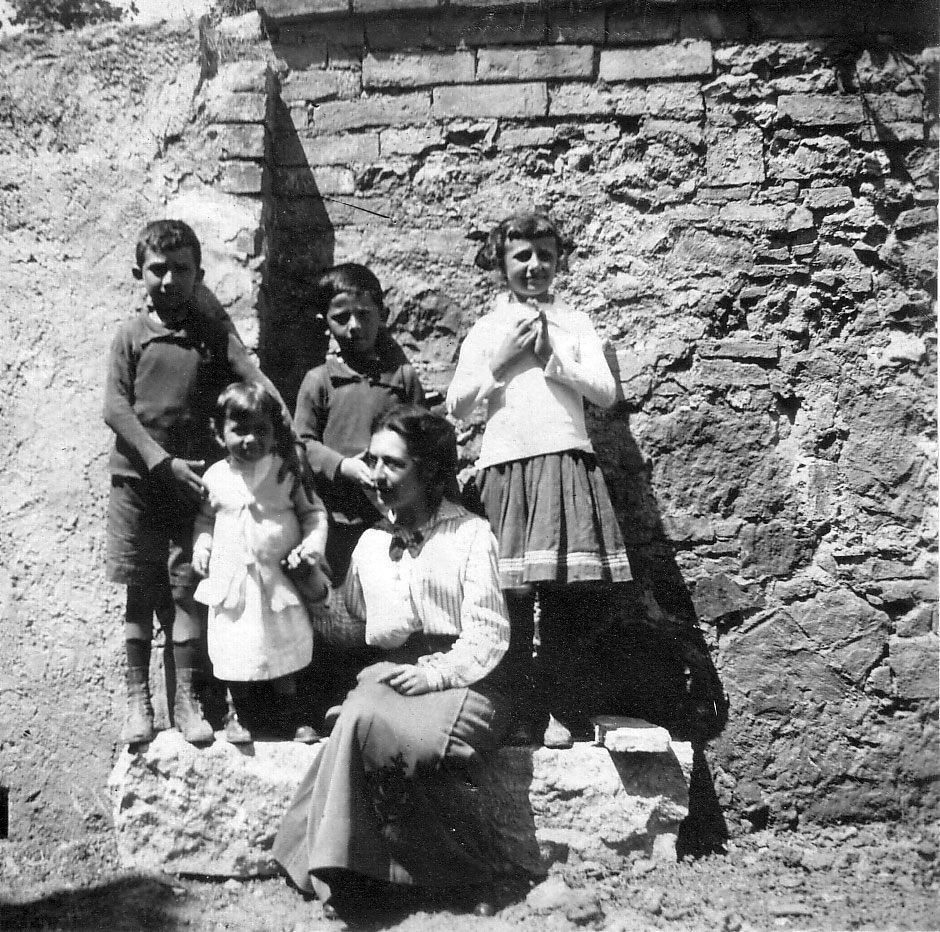
Enrica, la plus jeune, avec ses frères, sa sœur et leur mère.

Enrica Beltrame Quattrocchi naît à Rome le 6 avril 1914,. Elle est la plus jeune des quatre enfants des bienheureux Luigi et Maria Beltrame Quattrocchi, le premier couple à être béatifié ensemble,.
Enrica Beltrame accompagne régulièrement les malades à Lourdes et à Lorette. Elle est volontaire pour la Croix-Rouge en 1939, au début de la Seconde Guerre mondiale, effectue des études d'infirmière, et en obtient le diplôme en 1940,. Elle s'occupe alors des blessés de guerre. Elle poursuit des études en parallèle, et obtient en 1942 d'autres diplômes, en lettres modernes et en histoire de l'art, qui la passionne.
Elle aurait aimé suivre la vocation religieuse comme ses frères et sa sœur mais elle se rend compte qu'elle doit plutôt s'occuper de ses parents âgés. Engagée dans le bénévolat, elle fait partie des Dames de Saint Vincent et de l'Action catholique, parcourt les quartiers de Rome les plus pauvres et les plus difficiles, et y porte les secours aux démunis,. Elle se consacre aussi à l'enseignement, et enseigne en histoire de l'art à partir de 1944. Elle devient en 1976 surintendante du ministère du Patrimoine culturel et environnemental.
Enrica Beltrame Quattrocchi meurt le 16 juin 2012 à Rome.

## Procédure en béatification
La cause en béatification de Enrica Beltrame Quattrocchi est ouverte au niveau diocésain, puis le dossier est transmis à Rome pour l'enquête par la Congrégation pour les causes des saints. Cette congrégation, après étude, préconise de reconnaître les « vertus héroïques » de Enrica Beltrame Quattrocchi, ce que le pape François approuve le 30 août 2021 ; elle est ainsi proclamée vénérable,.